# Croatian Bol Ladies Open 2002
Il Croatian Bol Ladies Open 2002 è stato un torneo di tennis giocato sulla terra rossa. È stata la 9ª edizione del torneo, che fa parte della categoria Tier III nell'ambito del WTA Tour 2002. Si è giocato a Bol in Croazia, dal 29 aprile al 5 maggio 2002.

## Campionesse

### Singolare
Åsa Svensson ha battuto in finale  Iva Majoli con il punteggio di 6–3, 4–6, 6–1.

### Doppio
Tathiana Garbin /  Angelique Widjaja hanno battuto in finale  Elena Bovina /  Henrieta Nagyová con il punteggio di 7–5, 3–6, 6–4.